# Daimler DZVR 21
Der Daimler DZVR ist ein leichtes, gepanzertes Militärfahrzeug aus der Zeit der Weimarer Republik. Ein erhaltenes Exemplar befindet sich im Panzermuseum Munster.

## Entwicklung
Die Basis bildete die Artillerie-Kraftzugmaschine Krupp-Daimler 100 PS KD 1 aus dem Ersten Weltkrieg.
Die erste Entwicklungsstufe war ein Fahrzeug, welches als DZR/19 bezeichnet wurde. Die ersten Versuchsaufbauten wurden auf dieses Fahrzeug gesetzt, das von den folgenden Typen durch die unterschiedlich hohen Räder zu unterscheiden ist. Im nächsten Schritt wurde das Fahrgestell grundlegend verändert. Das als DZR/19 bezeichnete Folgemodell erhielt eine Lenkeinrichtung für einen sogenannten Rückwärtsfahrer. Von diesen Fahrzeugen sind 40 Stück gefertigt und an die verschiedenen Länderpolizeien ausgeliefert worden. Nachgewiesen sind diese mit Fotografien in Baden, Bayern und Sachsen. Die Fahrzeuge wurden für Truppenübungen an die Reichswehr ausgeliehen.
Ein von Daimler gebauter Typ /19 hatte dann einen Panzeraufbau mit einem einzelnen Turm in der Mitte und mit deutlich weniger verwinkelten Panzerplatten als das spätere Fahrzeug Typ /21. Er glich etwa dem Ehrhardt E-V/4 Straßenpanzerwagen.
Der spätere Aufbau des Typ /21 ähnelte dem des Benz/21 (25 Stück) und des Ehrhardt/21 (30 Stück), da dieser aus hochwertigem Chrom-Nickelstahl gefertigte Aufbau für alle Fahrzeuge nahezu identisch war. Allerdings mussten Anpassungen für die jeweiligen Fahrgestelle vorgenommen werden. Der Boden des Fahrzeugs war mit 4 mm starken Platten gepanzert, um die Besatzung vor Handgranaten unter dem Fahrzeug zu schützen. Der Einsatz im städtischen Umfeld mit kurzer Kampfdistanz erforderte eine verstärkte Panzerung, die gleichzeitig mehr Gewicht bedeutete. Da das Fahrzeug vorwiegend auf befestigten Straßen eingesetzt werden sollte, erhielt es gleich große, mit Vollgummi-Reifen versehene, Vorder- und Hinterräder. Mit nur einer lenkbaren Achse musste der Fahrer bei Rückwärtsfahrt sehr vorsichtig agieren.
Die Schwierigkeiten der damaligen Nachkriegszeit führten dazu, dass diese Fahrzeuge erst etwa ab 1924 den Länderpolizeien zugeführt werden konnten.

## Geschichte
Im Jahre 1918, dem letzten Jahr des Ersten Weltkriegs, wurde die Fertigung von Panzerwagen vernachlässigt. Angesichts der später im Deutschen Reich überall aufflammenden bewaffneten Unruhen sahen die Ordnungskräfte einen erhöhten Bedarf für solche Fahrzeuge. Das Reichsheer übergab für diesen Zweck rund 50 Straßen-Panzerwagen an die Polizeiorganisationen. Den deutschen Ordnungskräften waren nach den Friedensvertragsentwürfen 150 Stück zugestanden worden.
Der ratifizierte Friedensvertrag von Versailles vom 28. Juni 1919 verbot dem Deutschen Reich den Besitz und die Entwicklung von Panzerkampfwagen (mit Raupen) und von gepanzerten Radfahrzeugen für das Reichsheer. Mit Zustimmung der interalliierten Militär-Kontrollkommission konnten den Schutz- und Ordnungspolizeien der deutschen Bundesstaaten gepanzerte Fahrzeuge übergeben werden. Nach den Vertragsbestimmungen durfte das Reichsheer 105 unbewaffnete, gepanzerte Mannschaftstransportwagen besitzen.
Die meisten Fahrzeuge wurden Anfang 1939 verschrottet, da es modernere und bessere Fahrzeuge gab. Auch waren von 125 Sonderwagen der Polizei, die 1935 noch im Bestand waren, bereits 1938 nur noch 40 einsatzbereit. Ein einzelnes Fahrzeug überstand die Zeit bis 1945. Dokumentiert wurde dieses Fahrzeug mit vielen Beschädigungen durch Fotos im Innenhof der ehemaligen Berliner Reichskanzlei.

## Varianten

### Schupo-Sonderwagen Daimler/21
Das Reichsministerium des Inneren koordinierte für alle Länder des Deutschen Reiches die Fertigung der Schupo-Sonderwagen. Für die Polizei wurden 31 (33?) Exemplare des DZVR als Schupo-Sonderwagen 21 bei den Daimler-Werke in Berlin-Marienfelde produziert. Die Polizei Daimler/21 hatten, anders als die Fahrzeuge des Reichsheers, Drehtürme mit Maschinengewehren. Im Jahr 1928 verfügte die Polizei über 110 Schupo – Sonderwagen. Ein erhaltenes Exemplar ist im Panzermuseum Munster ausgestellt.
Nachfolgend Bilder zum Vergleich der gepanzerten Aufbauten:

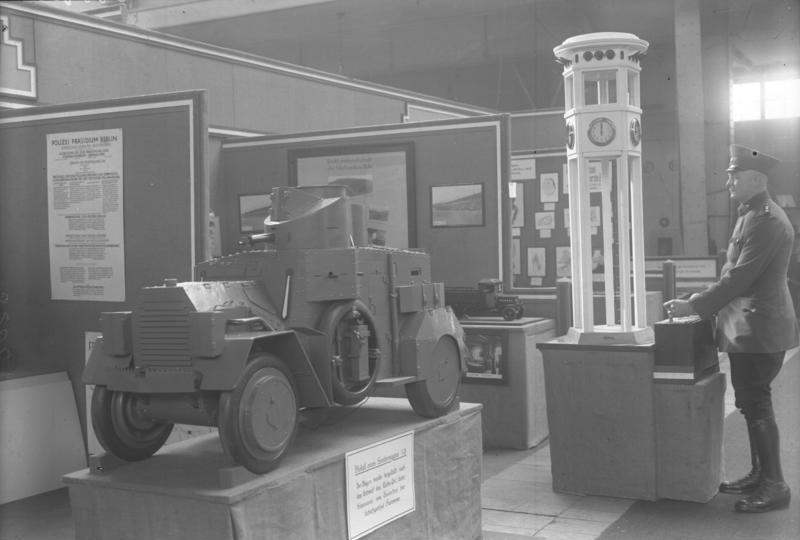
DZVR 19, Einzelturm, spitzer Seitenerker
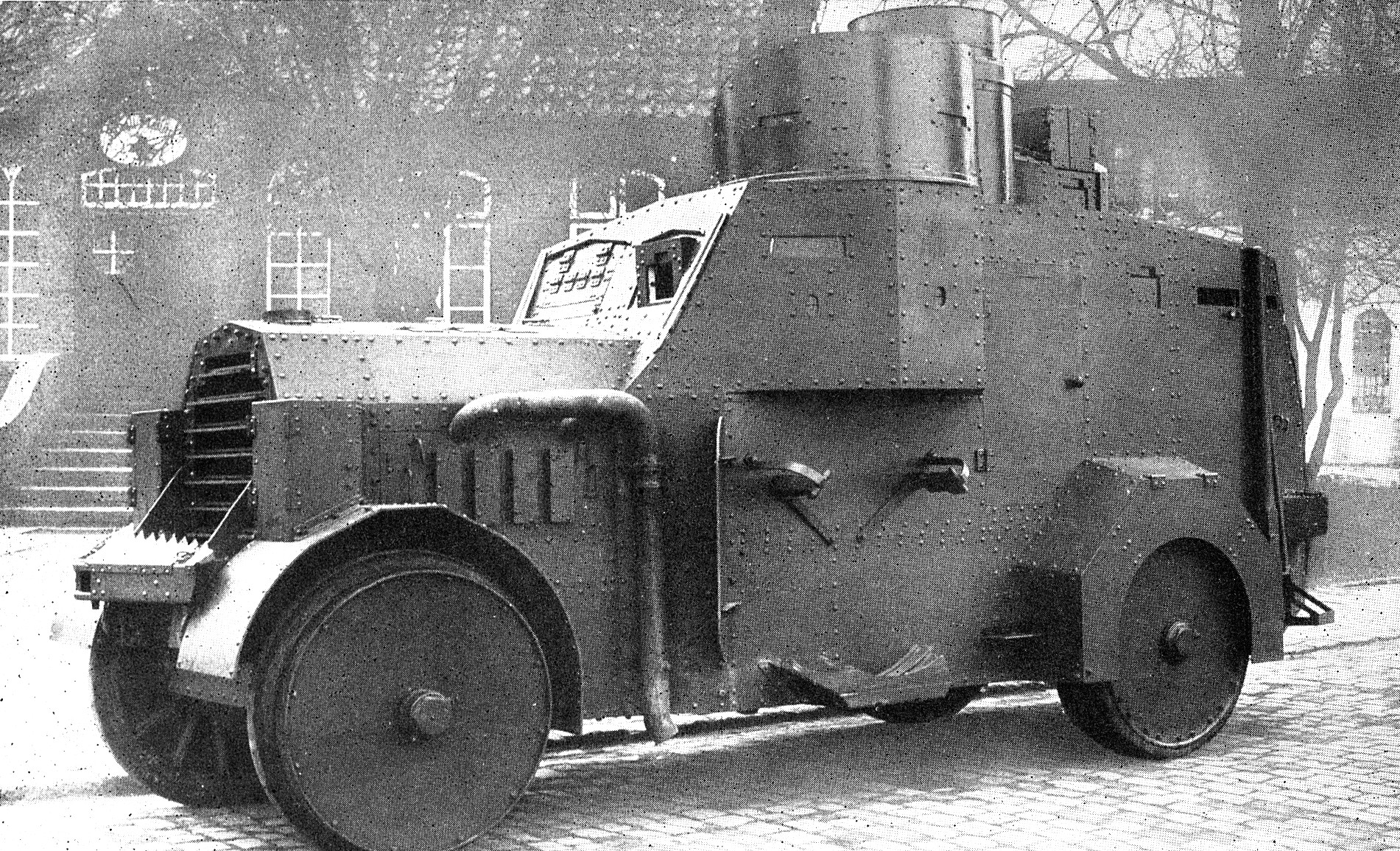
Ehrhardt/21, Doppelturm, flacher Seitenerker
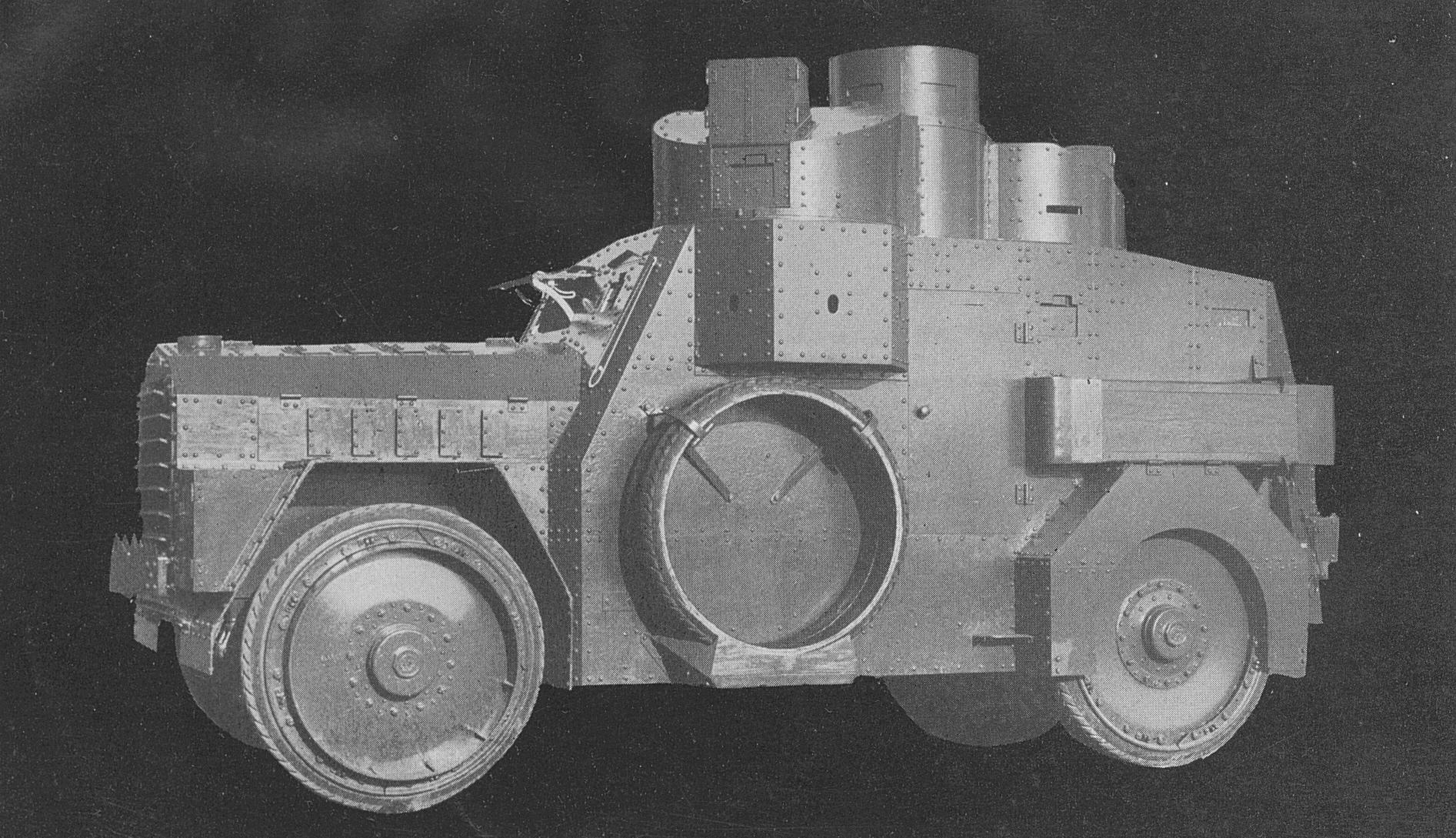
Benz/21 VP21, Doppelturm, flacher Seitenerker
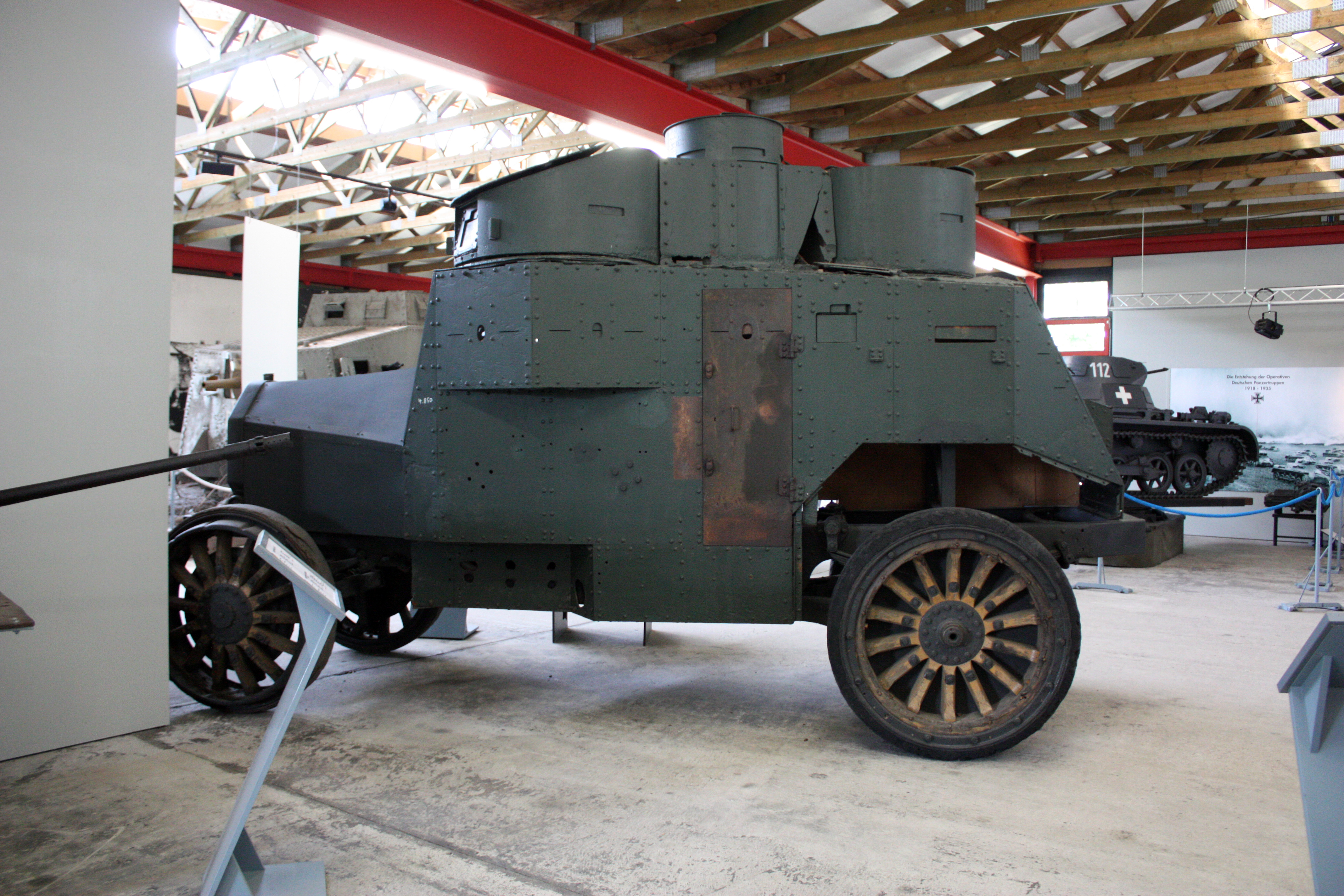
Daimler DZVR 21, Doppelturm spitzer Seitenerker

### Gepanzerter Kraftwagen Sd.Kfz. 3
Für die Reichswehr entstand die Variante gepanzerter Kraftwagen Sd.Kfz. 3 ohne Maschinengewehre in Drehtürmen. Diese Fahrzeuge hatten einen eckigen Aufbau auf dem Dach, um die Stehhöhe zu gewährleisten. Weiterhin gab es auch eine Variante mit Funkausstattung, die durch eine umlaufende Rahmenantenne erkennbar ist. Da die Fahrzeuge in keiner Weise der angestrebten neuen Art der Kriegsführung entsprachen und auch nicht geländegängig waren, hat die Reichswehr das ihr nach dem Versailler Vertrag zugebilligte Kontingent von 105 Fahrzeugen zu keinen Zeitpunkt ausgeschöpft.

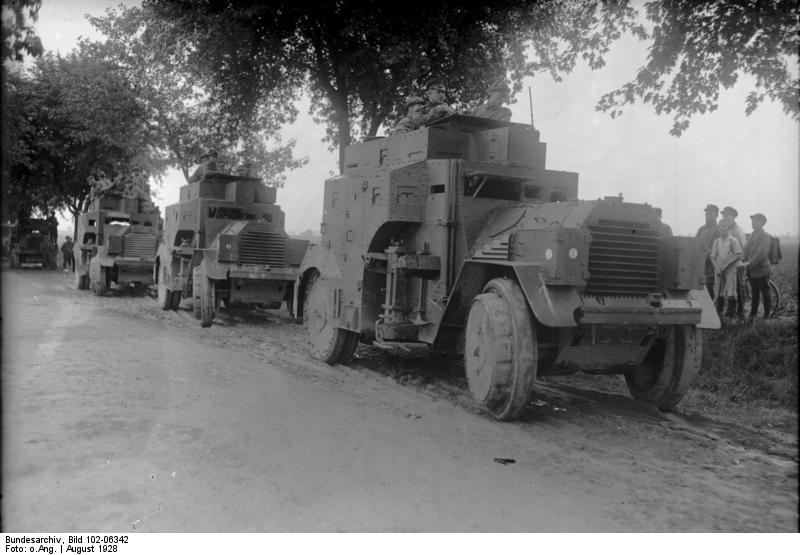
Sd.Kfz. 3, militärische Variante Gepanzerter Kraftwagen  mit deutlich anderem Aufbau, Hersteller Ehrhardt Zella-Mehlis und Ehrhardt Rheinmetall, auf Basis des Ehrhardt 21 Panzerwagen.
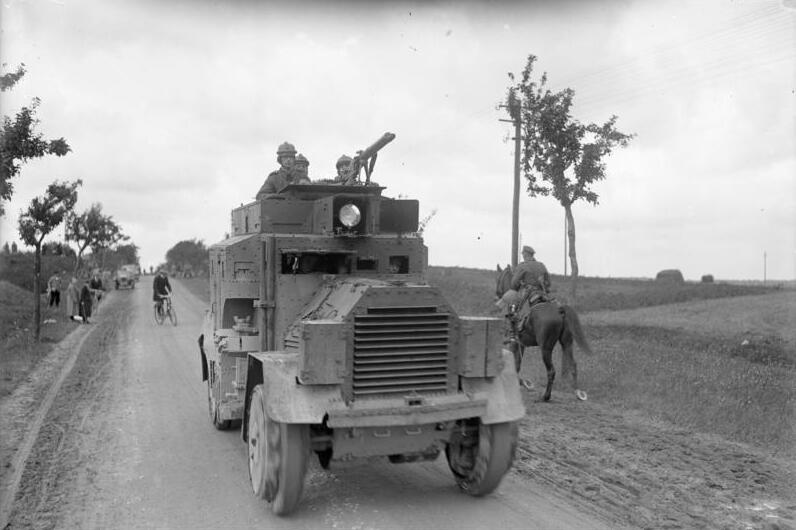
Sd.Kfz.3 mit aufmontiertem MG

## Technische Daten
- Besatzung: 7–9 Mann
- Gewicht: 12,0 t
- Leistung: 74 kW / 100 PS bei 1200/min
- Hubraum 12300 cm³
- Höchstgeschwindigkeit 50 km/h
- Länge: 5,95 m
- Breite: 2,20 m
- Höhe: 3,27 m
- Bewaffnung:
  - 2 MG 08 (pro Drehturm 1 MG)